# Đặng Thị Tèo
Đặng Thị Tèo (sinh ngày 19 tháng 7 năm 1968) là một vận động viên chạy đường dài Việt Nam. Cô từng thi đấu nội dung marathon nữ tại Thế vận hội Mùa hè 1992, nhưng đã không hoàn thành lượt đua.